# Théâtre Von Krahl
Le Théâtre Von Krahl est un théâtre de Talinn.

## Galerie

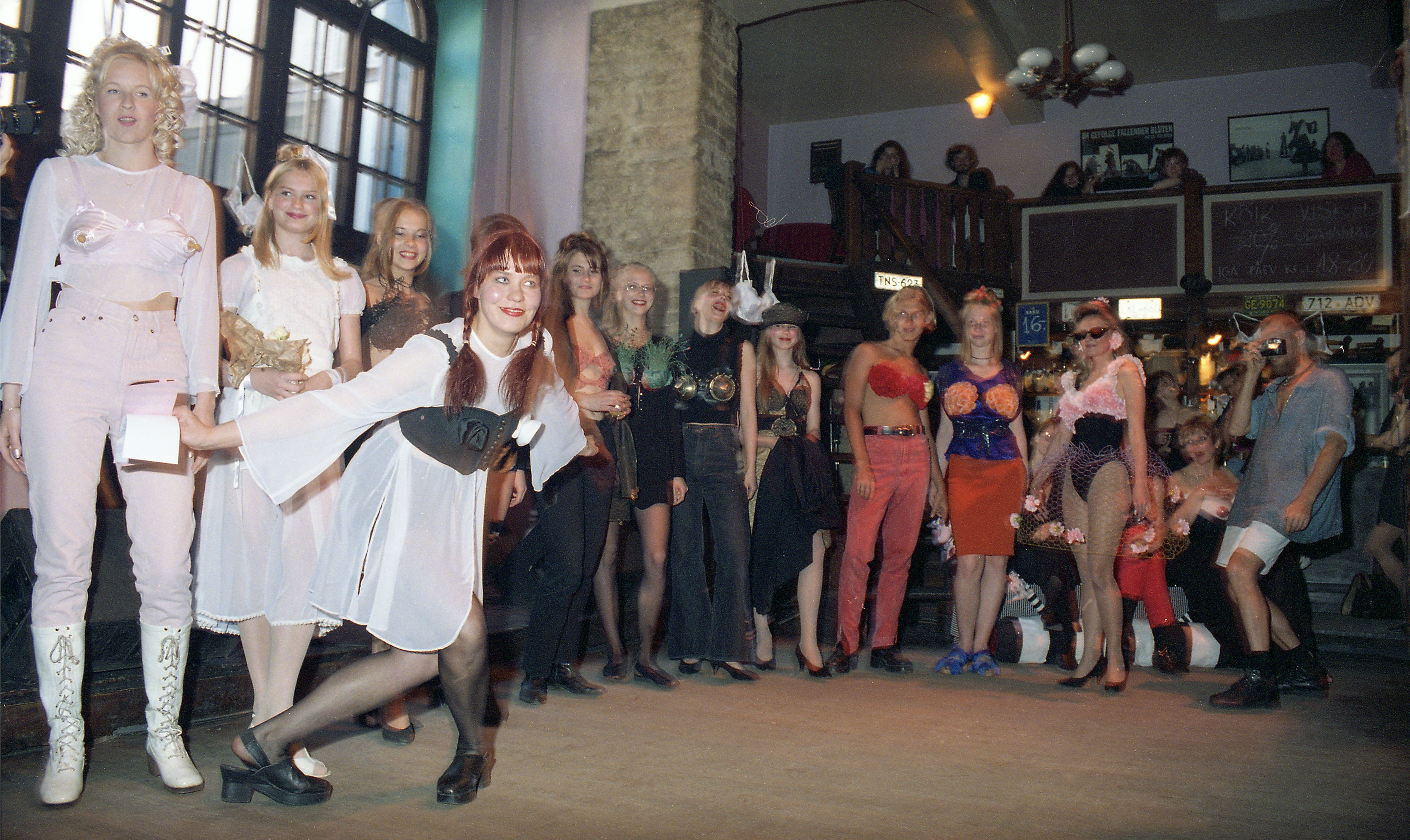
Spectacle de Signe Kivi (et) au Théâtre Von Krahl